# Aylostera atrovirens
Aylostera atrovirens es una especie de planta suculenta perteneciente al género Aylostera, dentro de la familia Cactaceae. Se distribuye por el noroeste de Argentina y Bolivia y anteriormente se le conocía como Rebutia atrovirens.

## Descripción

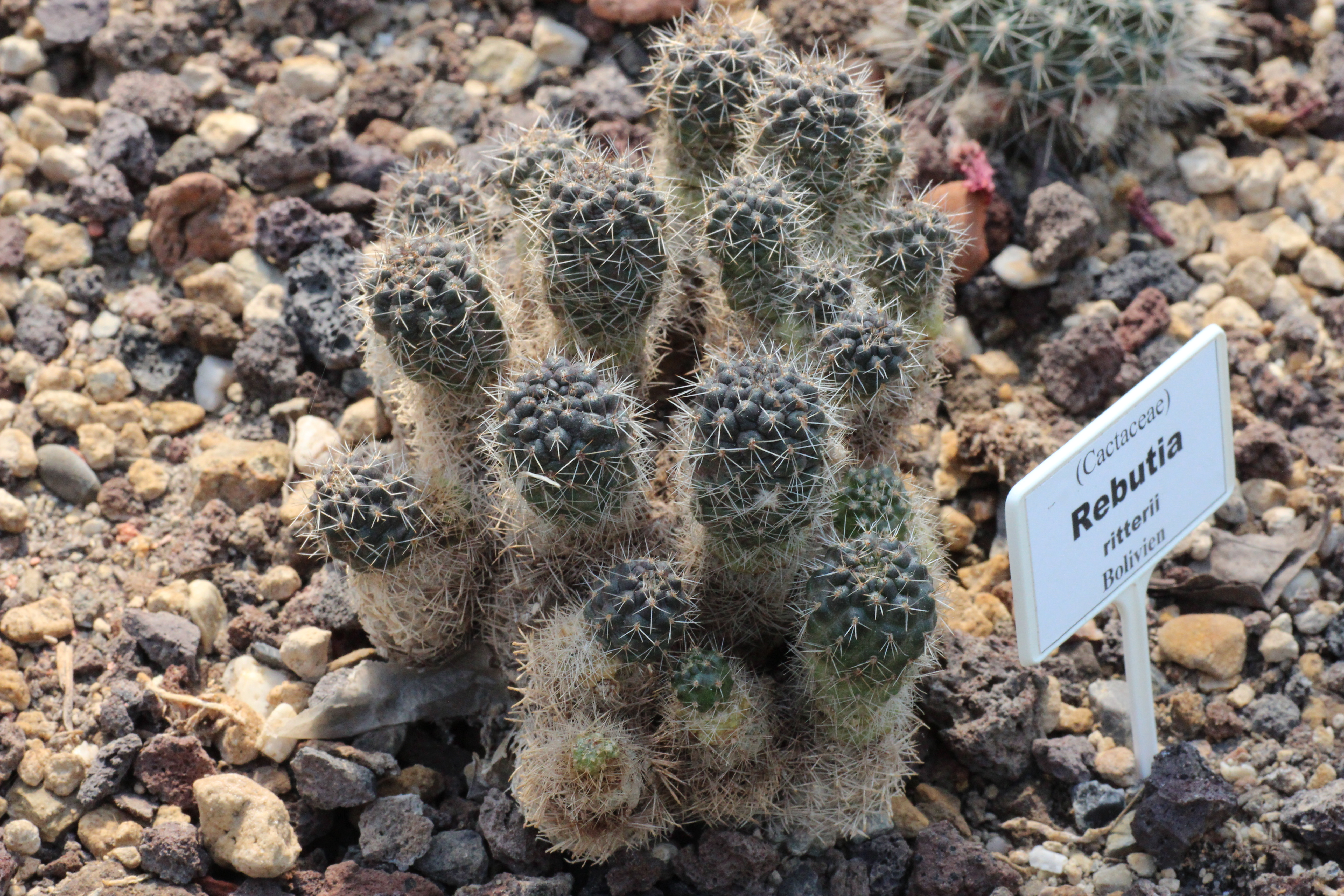
Detalle del tallo

Aylostera atrovirens es una especie de cactus de tamaño pequeño que tiene los tallos esféricos de color verde oscuro con reflejos de violeta opaco y siempre forma grupos. Cada tallo puede alanzar  unos 10 cm de altura y un diámetro de 1,8 a 2,5 cm. 
Presenta unas 10 o más costillas divididas en tubérculos. En las areolas encontramos 1 o ninguna espina central de color blanco amarillento, de 1 a 2 mm de largo. Además hay unas 8 u 11 espinas marginales blancas o parduzcas que llegan a medir hasta 2-3 mm de largo. 

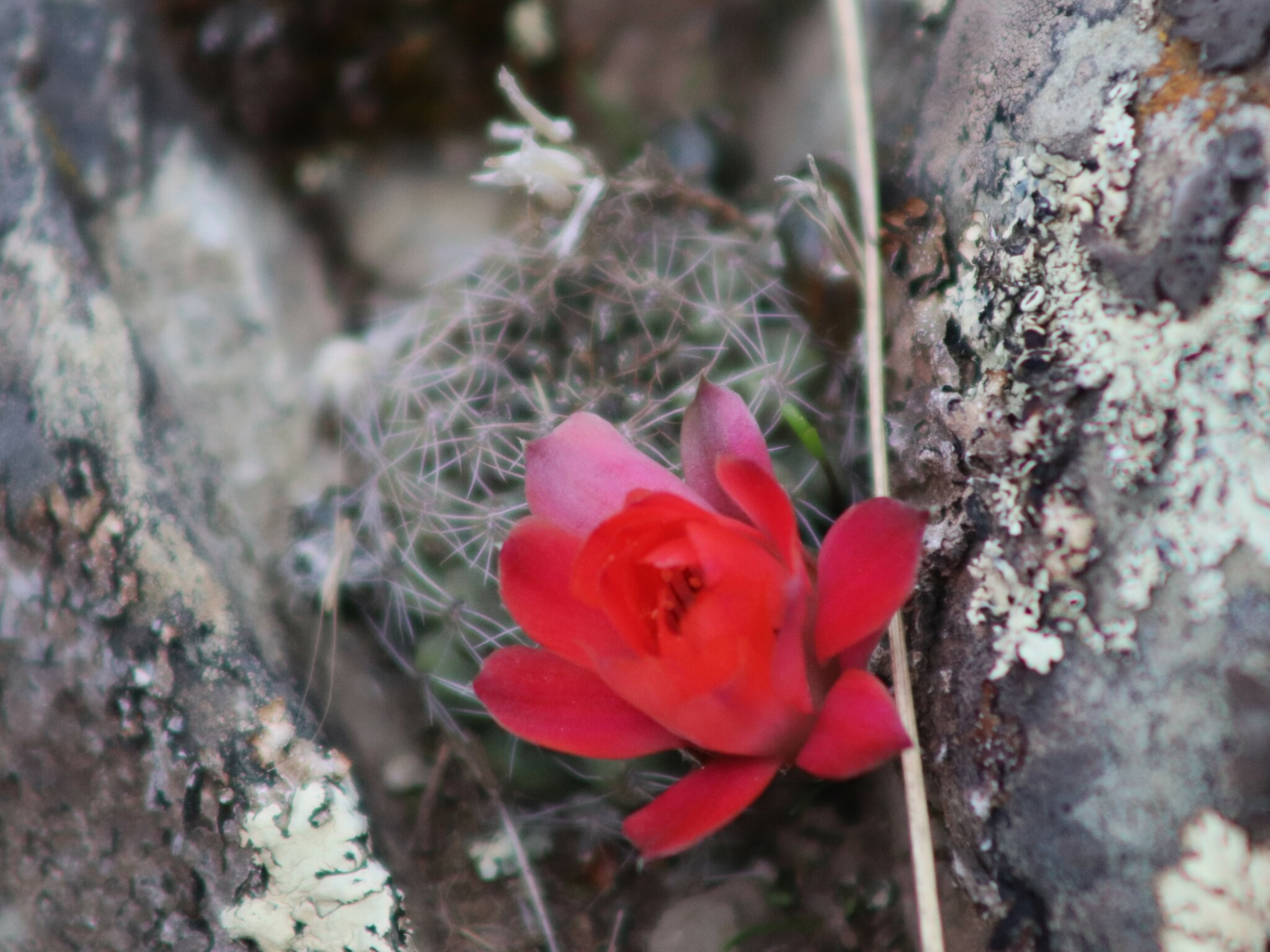
Planta en su hábitat

Las flores son de color rojo muy oscuro y alcanzan diámetros de hasta 3,5 cm. Los frutos son pequeños, verdosos y con la piel fina. Se secan en la madurez y miden unos 6 mm de largo.

## Distribución y hábitat
El área de distribución nativa de esta especie va desde Bolivia al noroeste de Argentina y crece principalmente en el bioma tropical montañoso, entre los 3000 y 4000 m sobre el nivel del mar. 
Concretamente lo solemos encontrar en afloramientos rocosos entre pastos con arbustos muy bajos, a menudo en terrenos con pendientes pronunciadas donde rara vez el agua se estanca durante un período prolongado.

## Taxonomía
La primera descripción de esta especie fue como Lobivia atrovirens, publicada en 1936 por el botánico alemán Curt Backeberg en el libro Kaktus-ABC: 414.
Más tarde, los botánicos Stefano Mosti y Alessio Papini trasladaron la especie al género Aylostera, por lo que pasó a llamarse Aylostera atrovirens. Registraron estos cambios en la revista Pakistan Journal of Botany 43: 2780, publicada en 2011.

Etimología
- Aylostera: nombre genérico formado a partir de las palabras griegas aulos, transliterado irregularmente como aylos, (que significa 'tubo') y stereos (que significa 'sólido'), en alusión al tubo floral sólido que poseen.[4]
- atrovirens: epíteto específico que deriva de las palabras latinas atro (que significa 'oscuro' o 'negro') y virens (que significa 'verde'), haciendo referencia al color verde oscuro característico del tallo de esta especie.[5]

Sinonimia
- Aylostera haefneriana (Cullmann) Mosti & Papini, 2011
- Aylostera huasiensis (Rausch) Mosti & Papini, 2011
- Aylostera pseudoritteri (Rausch) Mosti & Papini, 2011
- Aylostera ritteri (Wessner) Mosti & Papini, 2011
- Aylostera yuncharasensis (Rausch) Mosti & Papini, 2011
- Aylostera yuquinensis (Rausch) Mosti & Papini, 2011
- Aylostera zecheri (Rausch) Mosti & Papini, 2011
- Digitorebutia atrovirens (Backeb.) Buining, 1940
- Digitorebutia brachyantha var. ritteri (Wessner) Donald, 1957
- Digitorebutia haagei var. atrovirens (Backeb.) Donald, 1957
- Digitorebutia ritteri (Wessner) Buining, 1940
- Lobivia atrovirens Backeb., 1936 (basónimo)
- Lobivia atrovirens var. haefneriana (Cullmann) Rausch, publicación 1985-1986, 1987
- Lobivia atrovirens var. huasiensis (Rausch) Rausch, publicación 1985-1986, 1987
- Lobivia atrovirens var. pseudoritteri Rausch, publicación 1985-1986, 1987
- Lobivia atrovirens var. ritteri (Wessner) Rausch, publicación 1985-1986, 1987
- Lobivia atrovirens var. yuncharasensis Rausch, publicación 1985-1986, 1987
- Lobivia atrovirens var. yuquinensis (Rausch) Rausch, publicación 1985-1986, 1987
- Lobivia atrovirens var. zecheri (Rausch) Rausch, publicación 1985-1986, 1987
- Lobivia ritteri Wessner, 1938
- Mediolobivia atrovirens (Backeb.) Krainz, 1947
- Mediolobivia euantema var. ritteri (Wessner) Donald, 1954
- Mediolobivia haagei var. atrovirens (Backeb.) Donald, 1954
- Mediolobivia haefneriana Cullmann, 1955
- Mediolobivia pectinata var. atrovirens (Backeb.) Backeb., 1959
- Mediolobivia ritteri (Wessner) Krainz, 1947
- Neolobivia ritteri (Wessner) Y.Itô, 1957
- Rebutia atrovirens (Backeb.) Šída, 1996
- Rebutia atrovirens var. pseudoritteri (Rausch) Mosti, 1999
- Rebutia haefneriana (Cullmann) Šída, 1997
- Rebutia huasiensis Rausch, 1977
- Rebutia pseudoritteri (Rausch) Šída, 1997
- Rebutia pygmaea f. atrovirens (Backeb.) Buining & Donald, 1963
- Rebutia pygmaea f. haefneriana (Cullmann) Buining & Donald, 1963
- Rebutia ritteri (Wessner) Buining y Donald, 1963
- Rebutia yuncharasensis (Rausch) Šída, 1997
- Rebutia yuquinensis Rausch, 1980
- Rebutia zecheri Rausch, 1977

## Usos
Se cultiva principalmente como planta ornamental y su propagación se realiza normalmente a través de hijuelos o semillas.